# 氣爐
氣爐是一種以天然氣、丙烷或其他可燃性氣體作為燃料以產生火焰的廚房煮食用具。

## 歷史

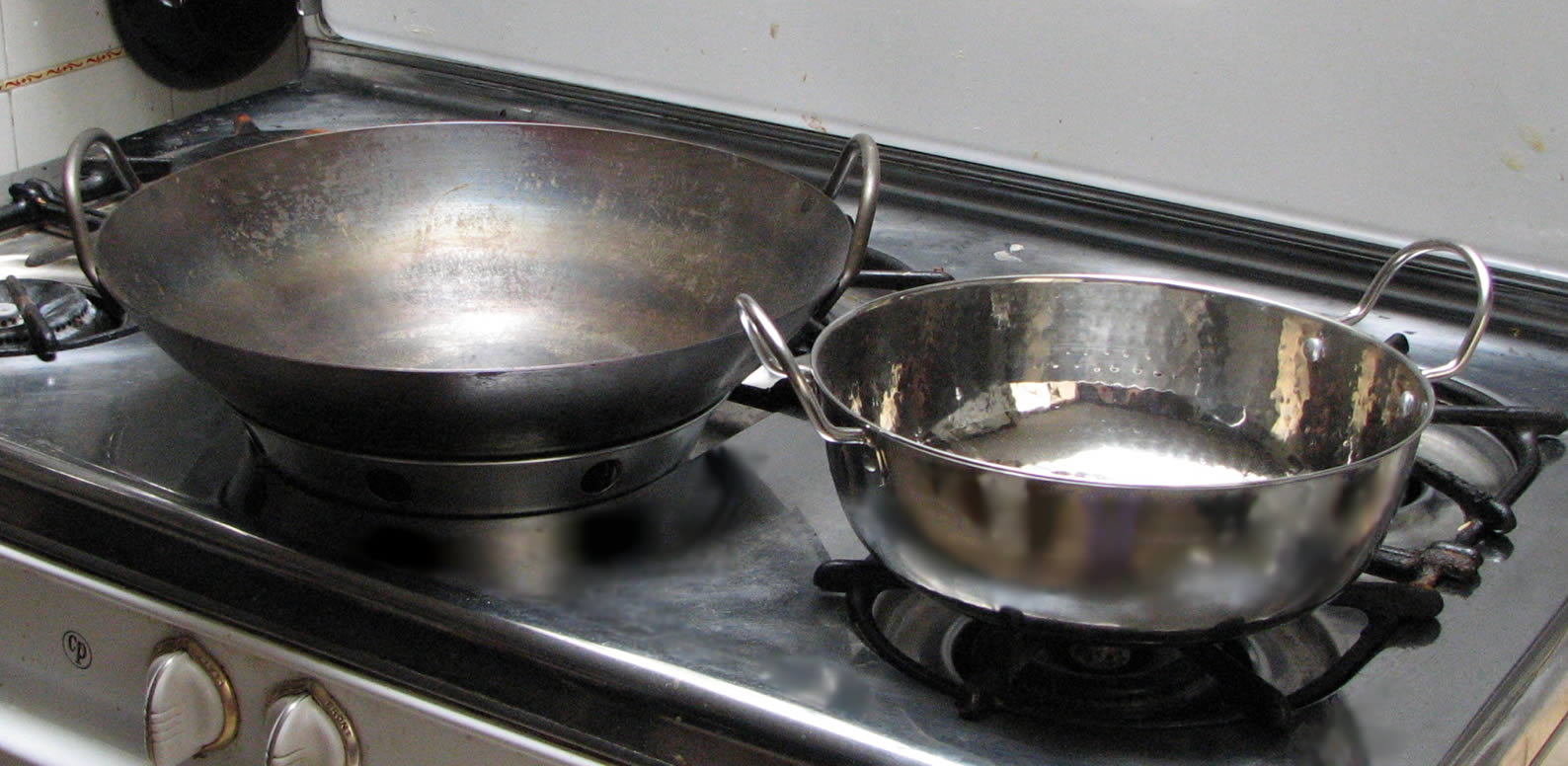
天然氣瓦斯爐廚具。

最早的煮食用爐具，可追溯至中國歷史的秦朝，西方的爐具更於1735年才出現，氣爐面世前，當時的人一直使用煤及木材作為燃料的用具，直至1826年第一具氣爐誕生，但當時這種爐具並非用在煮食上，而是用於實驗上，即類似今日的本生燈。真正用於煮食上的爐具於1851年的倫敦世博上展示，但當時的氣體管路的鋪設技術並不成熟，難以每家每戶裝設氣爐，因此氣爐並未能商業化地大量生產。至1880年代，氣爐才走向商業化。同時間第一代電磁爐亦於1893年的芝加哥世博上展示，氣爐的市場開始被電磁爐侵蝕。時至今日氣爐與電磁爐並列是普遍全球最多人使用的烹飪用具。

## 類型
氣爐大約可以分為三類：
- 第一類是嵌入式，這類爐具會裝嵌於櫥櫃上，並以喉管接駁氣體供應，一般這類型的爐具均是以天然氣、煤氣為燃料發熱。
- 第二類是外置式，這類型的爐具可以接駁喉管以煤氣為燃料，或是購買罐裝石油氣作為燃料。
- 第三類是手提式，即平時火鍋時及露營時使用的那種，類似的爐具需配以液態丁烷氣作為燃料。

## 使用

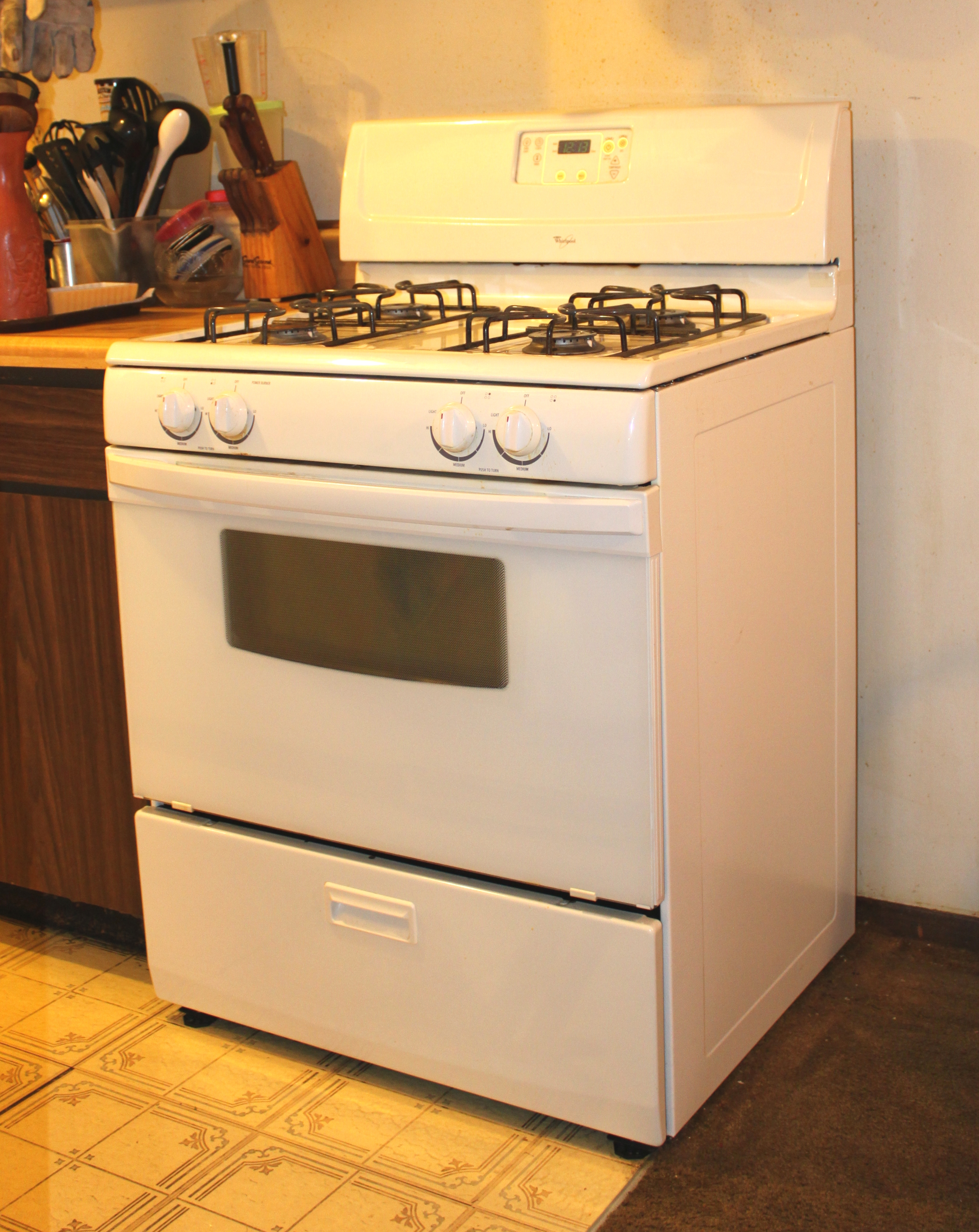
整合烤箱的瓦斯爐廚具

氣爐其實是一個氣態燃料的持續供應器，開關扭開後氣態燃料會不斷輸出，同時爐具的點火器會因磨擦而產生火焰，當氣態燃料遇到火焰時便會燃燒，持續的氣體供應能維持爐具火焰的燃燒。

## 藍色火焰
氣爐所產生的火焰與一般所見的火焰並不相同，如燒烤或點蠟燭時，所產生的火焰是黃色的，而氣爐所產生的火焰為藍色，因為氣爐所使用氣態燃料在產生熱能的過程中會被完全燃燒，其火焰較熱，燃料分子因此會發出藍光和綠光，由於人類的眼睛對藍光比較敏感，因此人類所見的火焰是藍色的。

## 安全性
使用爐具時應避免爐頭積聚油污及食物殘渣，以免使用爐具時燃起爐頭上多餘的物質。同時，要注意火焰不應超過煮食器皿的範圍，以免點燃其他雜物引起火災。最後要緊記不應以水喉噴向爐具，因為會破壞爐具的結構及零件。每次使用後應把氣閘關閉，並且在空氣流通的地方使用，如發現氣體洩漏，更要通知代理公司修理，還有，要使用合標準的喉管傳送氣體燃料，不要摺曲喉管。